# En la última frontera
En la última frontera es una novela mexicana infantil y juvenil escrita por Gilberto Rendón Ortiz y publicada, por primera vez, en 2000, la cual obtuvo el segundo lugar en la categoría «serie roja» (audiencias de doce años de edad), en la primera edición del Premio Nacional de Literatura Infantil y Juvenil Castillo de la Lectura, acontecida en 2000. Su trama describe las aventuras de un grupo de adolescentes sinaloenses durante su estancia en la isla Clarión, la «última frontera de México», donde buscan sobrevivir tras haber naufragado la embarcación en la que viajaban. 

## Contenido
La novela está conformada de 23 capítulos, a lo largo de los cuales se describen las hazañas de quince jóvenes que buscan sobrevivir en una isla desierta, luego de que el barco en que viajaban, llamado Feliciano Meza, zozobrara repentinamente; la historia se desarrolla en 1978.
- Capítulo 1: «El barco fantasma»: Comienza con la descripción geográfica de la isla Palmito del Verde, así como la zona estuarina de Teacapán, al que se refiere como una «risueña población de pescadores». En ese lugar, se construyó un muelle para un «barco escuela», sin embargo el proyecto decayó debido a que se encontraba tan solo a unos metros de los destazadores de tiburones. Ahí, Héctor Laviada, un muchacho de doce años al que conocen como Capitán (apodo proveniente de uno de sus relatos fantásticos), suele acudir para observar, a manera de pasatiempo, el viejo barco llamado Feliciano Meza. Poco se sabe de su procedencia (Capitán cree que puede ser panameño o liberiano), y para cuando el relato comienza se sabe que lleva dos días anclado en esa región. Debido a ello, ha generado curiosidad y fascinación entre los lugareños, quienes esperan el arribo de las autoridades de Mazatlán para investigar el curioso caso. La noche del 28 de agosto de 1978, mientras Capitán y sus amigos se encuentran cerca de la nave, se percatan de una extraña luz en el interior del mismo, por lo que deciden acudir a ver qué sucede. Resulta destacable mencionar que Capitán y la mayoría de sus amigos constituyen una organización conocida como «la Tropa» (integrada por Leonardo Morán, Justo Colín, Silvestre Chávez y él, siendo comandada por el joven rubio Esteban Garduño), con excepción de Daniel Gomera y Marcial Estrada, los mayores del grupo, que están a punto de entrar a tercero de secundaria.
- Capítulo 2: «Los intrusos»
- Capítulo 3: «El encierro»
- Capítulo 4: «Un delito llamado secuestro»
- Capítulo 5: «Contratiempos»
- Capítulo 6: «Un drama en los aires»
- Capítulo 7: «La isla»
- Capítulo 8: «La triste realidad»
- Capítulo 9: «La quema de la balsa»
- Capítulo 10: «Un esbozo de organización»
- Capítulo 11: «De pescadores, recolectores y otros oficios»
- Capítulo 12: «La puesta de la tortuga»
- Capítulo 13: «Las observaciones y distracciones de Marcial»
- Capítulo 14: «Oceánica soledad»
- Capítulo 15: «La historia natural de la isla»
- Capítulo 16: «Refugio en la montaña»
- Capítulo 17: «Nuevas empresas»
- Capítulo 18: «Cerdos»
- Capítulo 19: «Un punto en el horizonte»
- Capítulo 20: «¡Ni te imaginabas!, Esteban»
- Capítulo 21: «Cazadores»
- Capítulo 22: «Esteban»
- Capítulo 23: «El final»